# Босија (Бакау)
Босија (рум. Bosia) насеље је у Румунији у округу Бакау у општини Вултурени. Oпштина се налази на надморској висини од 205 m.

## Становништво
Према подацима из 2002. године у насељу је живело 81 становника, од којих су сви румунске националности.